# Сражение при Кампоморто
Сражение при Кампоморто (ит. Battaglia di Campomorto) или сражение на Поле мёртвых — сражение, произошедшее 23 или 24 мая 1061 года между городскими ополчениями Милана, Лоди и Павии.

## Предыстория
В течение XI века между городами-коммунами северной Италии шли постоянные войны за господство в этой части Апеннинского полуострова. В 1059 году Павия, зная, что у нее гораздо меньше сил, чем у Милана, наняла наемников, с помощью которых начала опустошать окрестности соперничающего города. Тогда миланцы заключили союз с Лоди и, собрав городское ополчение, разделили его на две армии: первая, во главе с архиепископом, должна была двинуться на Тревильо, а затем на Палаццо-Пиньяно, который перешел на сторону врага; другая, возглавляемая Боскино Мантегацца, двинулась на Павию. Армия под командованием архиепископа осадила и быстро захватила Палаццо-Пиньяно, который был сожжен; его жители укрылись в Креме и Тревильо.

## Ход сражения
24 мая 1061 года миланская армия Мантегацци прибыла к Кампоморто (возле Сициано), где встретила выступившее из Павии ее ополчение. Выстроившись в шеренги и подняв знамена, две армии с большим энтузиазмом устремились навстречу друг другу. Сражение развернулось в полях вокруг деревни. После нескольких часов боя ополчение Павии отступило, преследуемое миланцами. 
Именно в этот момент наемники и союзники Павии вступили в бой, и сражение возобновилось. Обе стороны несли большие потери, в частности летописец Арнульф утверждает, что с обеих сторон пало много благородных рыцарей. Некоторое время исход битвы висел на волоске, пока, наконец, ополчение Павии не отступило. Миланцы, похоже, остались хозяевами поля.
Результат битвы на время положил конец военным действиям между Павией и Миланом и лишь подтвердил зловещее название места — Поле мёртвых, уже существовавшее с древних времен.